# Cholecystektomie
Cholecystektomie je chirurgické odstranění žlučníku. Lze provádět buď klasicky otevřením břišní dutiny nebo laparoskopií. Mezi nejnovější metody určené pro ženy patří tzv. N.O.T.E.S., hybridní operace, kdy je přístupovou cestou pochva.